# 東大川駅
東大川駅（ひがしおおかわえき）は、かつて福岡県大川市大字三丸に設置されていた、日本国有鉄道（国鉄）佐賀線の駅（廃駅）である。佐賀線の廃止に伴い、1987年（昭和62年）3月28日に廃駅となった。

## 歴史
- 1956年（昭和31年）1月10日：国有鉄道佐賀線の筑後大川 - 筑後柳河間に新設[1]。旅客、荷物を取り扱い[1]。筑後大川駅管理[2]。
- 1963年（昭和38年）4月1日：業務委託駅となる（日本交通観光社に委託）[3]。
- 1971年（昭和46年）10月20日：荷物取り扱い廃止[4]。無人駅となる[5]。
- 1987年（昭和62年）3月28日：佐賀線の全線廃止に伴い、廃駅となる[1]。

## 駅構造
廃止時は、単式ホーム1面1線を有する無人駅であった。

## 駅跡
2007年（平成19年）秋ごろまで、ホームや踏切灯が営業当時のまま残存していたが、有明海沿岸道路（大川バイパス）を建設するため解体・撤去され、跡地には大川東ICと交差点が整備された。（駅跡地に）道路整備を行ったため鉄道があった痕跡は残っていないが、説明板が建てられている。

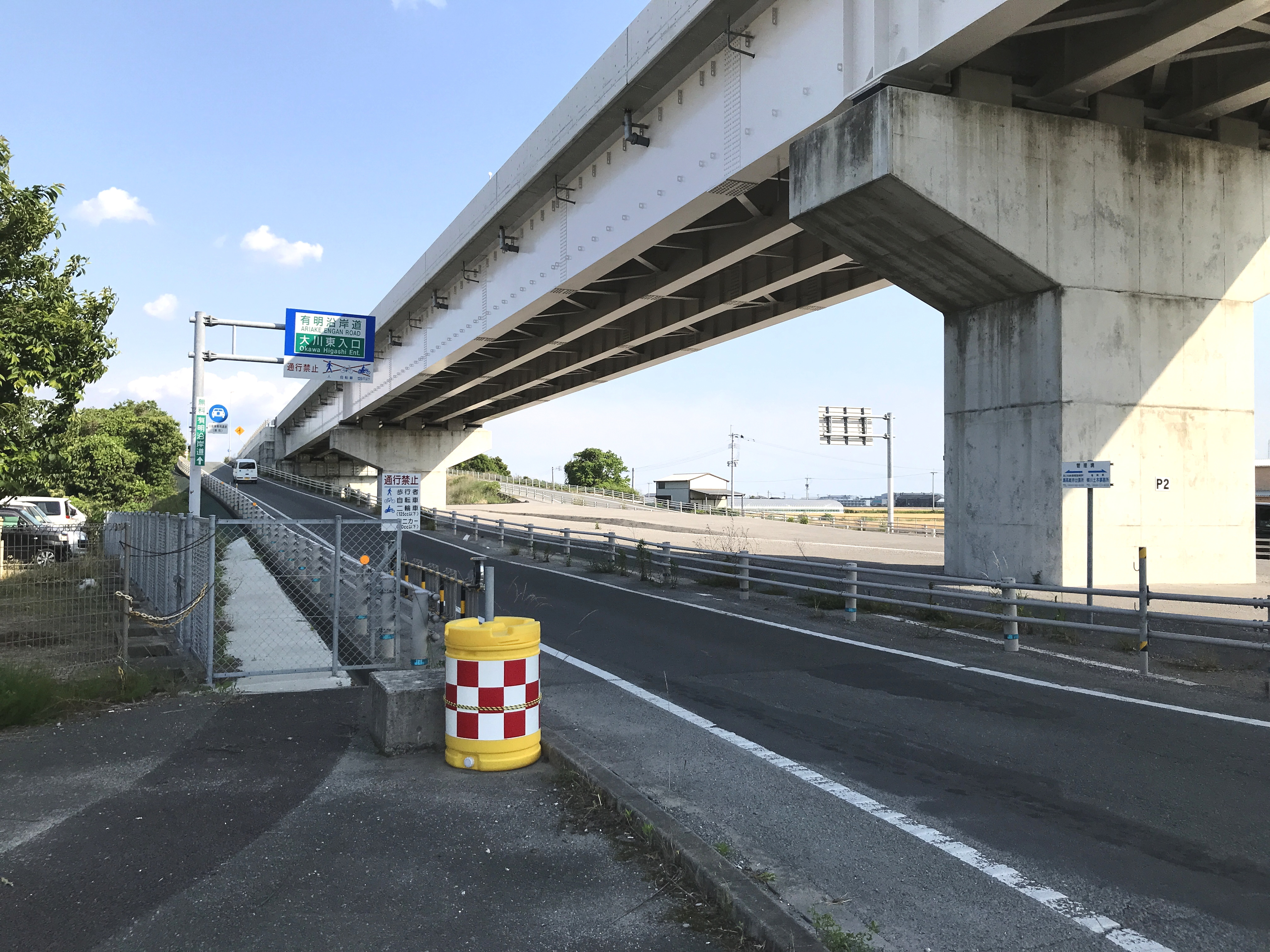
駅跡に整備された有明海沿岸道路（大川バイパス）大川東IC
踏切灯（※現在は撤去されている）

## 隣の駅
日本国有鉄道
佐賀線
筑後大川駅 - 東大川駅 - 筑後柳河駅